# Charles Forster Willard
Charles Forster Willard (* 13. Oktober 1883 in Melrose, Massachusetts; † 31. Januar 1977 in Glendale, Los Angeles County, Kalifornien) war ein US-amerikanischer Ingenieur, Pilot und Rennfahrer.

## Leben
Charles Willard besuchte die Harvard-Universität und erlangte dort einen Abschluss. Er begann an Autorennen teilzunehmen, bevor er als einer der ersten Flugschüler bei Glenn Curtiss das Fliegen lernte. Willard erwarb die Pilotenlizenz Nr. 4 der USA und die Nr. 10 der FAI. Er wurde Mitglied der Aeronautic Society und flog 1909 auch den Curtiss Golden Flyer.
Beim Dominguez International Air Meet konnte er den Wettbewerb für die beste Landung gewinnen und erhielt ein Preisgeld von 250 $. Die Teilnahme an diesem Wettbewerb machte ihn über Nacht bekannt.
Er beschäftigte sich dann mit der Funktechnik und ging dann zu Glenn Martin, wo er als Chefkonstrukteur Flugboote entwarf.